# Cecropia strigosa
Cecropia strigosa är en nässelväxtart som beskrevs av Trec.. Cecropia strigosa ingår i släktet Cecropia och familjen nässelväxter. Inga underarter finns listade i Catalogue of Life.